# Stratégie de sortie
 (septembre 2010).
Si vous disposez d'ouvrages ou d'articles de référence ou si vous connaissez des sites web de qualité traitant du thème abordé ici, merci de compléter l'article en donnant les références utiles à sa vérifiabilité et en les liant à la section « Notes et références ».
Une stratégie de sortie est destinée à s'extraire d'une situation généralement jugée défavorable. Au pire, une stratégie de sortie permet de conserver la face en s'extrayant d'un bourbier. Au mieux, elle liera un retrait au succès d'un objectif annexe dont la valeur est supérieure au coût d'une implication prolongée.

## Contexte militaire
En stratégie militaire, une stratégie de sortie vise à minimiser les pertes humaines et matérielles. Le terme est apparu sur le devant de la scène médiatique après la Bataille de Mogadiscio (1993), en Somalie. Bien qu'il ait hérité de la situation de son prédécesseur George H. W. Bush, le président américain Bill Clinton fut attaqué par l'opposition républicaine pour son absence de stratégie de sortie. Le terme a également été adopté par les critiques de l'intervention américaine en Irak et en Afghanistan.

## En affaires
Un plan (ou une stratégie) de sortie, dans le monde des affaires, est une manière de transférer la direction ou la possession d'une entreprise ou d'une partie de celle-ci. Entrepreneurs et investisseurs cherchent à récupérer leur investissement initial, le plus souvent par la vente de droits ou de ressources.
Parmi les autres types de stratégie de sortie, on trouve notamment le management buyout et l'acquisition par les employés (essentiellement dans l'industrie manufacturière).